# Segunda Liga de Letonia
La Segunda Liga de Letonia es la tercera liga de fútbol más importante del país y es organizada por la Federación de Fútbol de Letonia.

## Historia
Fue creada en el año 1992 luego de la desaparición de la Unión Soviética y está compuesta por 16 equipos divididos en 2 grupos. Los equipos se enfrentan entre sí a partidos de ida y vuelta en sus respectivos grupos, donde los cuatro mejores de cada zona avanzan a la fase final, ascendiendo un equipo a la Primera Liga de Letonia.

## Lista de Campeones
| Temporada | Campeón                | Finalista          |
| --------- | ---------------------- | ------------------ |
| 1992      | Vārpa-SCO              | Smiltene           |
| 1993      | Cerība Preiļi          | Lokomotīve         |
| 1994      | Konvoja pulks          | Dialogs Jelgava    |
| 1995      | Vecrīga                | Nafta Ventspils    |
| 1996      | FK Ozolnieki           | FK Ilūkste         |
| 1997      | Valmiera-2             | Auda               |
| 1998      | Zibens Zemessardze     | FK Lode            |
| 1999      | AS Lode                | Robežsardze        |
| 2000      | Akora                  | Viola              |
| 2001      | FC Ditton              | Auda-Neo           |
| 2002      | FK Balvu Vilki         | Nafta Ventspils    |
| 2003      | Skonto/Juniors         | Fortūna Ogre       |
| 2004      | Eirobaltija            | Saldus/Brocēni     |
| 2005      | Miku/UPTK              | FK Abuls           |
| 2006      | Olimps                 | FK Ilūkste         |
| 2007      | FK Spartaks            | Jēkabpils SC       |
| 2008      | FK Kauguri-PBLC        | Preiļu BJSS        |
| 2009      | RFS/Flaminko           | FK Ilūkste         |
| 2010      | SFK Varavīksne         | OSC/FK-33          |
| 2011      | Rīnūži/Strong          | SK Upesciems       |
| 2012      | Kuldīgas NSS           | FK Jēkabpils/JSC   |
| 2013      | RTU Futbola centrs     | JFK Saldus         |
| 2014      | FC Caramba             | FK Staiceles Bebri |
| 2015      | FC Caramba             | FC Nikers          |
| 2016      | Grobiņas SC            | SK Cēsis           |
| 2017      | LDZ Cargo/DFA          | Monarhs/Flaminko   |
| 2018      | FC Betlanes            | FK Krāslava        |
| 2019      | LDZ Cargo/DFA          | Ghetto FC          |
| 2020      | Albatroz SC/FK Jelgava | FK Salaspils       |
| 2021      | Skanstes SK            | SK Spēks           |
| 2022      | FK Beitar              | FK Ventspils       |
| 2023      | Mārupes SC             | Ogre United        |
| 2024      | SK Super Nova-2        | FS Jelgava-2       |